# Erdélyi Tudományos Füzetek
Erdélyi Tudományos Füzetek (în traducere „Caietele Științifice Ardelene”), prescurtată ETF, a fost o publicație în limba maghiară redactată de Lajos György la Cluj și publicată între 1926-1929 de revista Erdélyi Irodalmi Szemle și între 1930 și 1947 și după 1991 de asociația Erdélyi Múzeum-Egyesület (Asociația Muzeul Ardelean). Începând din 1930 a publicat în principal studiile trimise Asociației Muzeul Ardelean de cercetătorii maghiari din Transilvania. Primul număr al seriei a conținut studiul științific valoros Reményik Sándor (Cluj, 1926) al lui Károly Rass, în timp ce ultimul număr (208) înainte de încetarea forțată a apariției a inclus studiul Erdélyi népi mesterek és tisztségviselők a XVI-XIX-ik századból (Cluj, 1947) al lui Attila T. Szabó.
După Revoluția Română din 1989 a fost lansată o nouă serie a publicației în 1991.

## Istoric
Erdélyi Tudományos Füzetek a acoperit o gamă largă de subiecte științifice: legislația maghiară și română contemporană, lingvistică și istorie locală, etnografie, arheologie, istorie, conservarea monumentelor istorice, sociologie, literatură, istoria presei și relațiile istorice româno-maghiare. Filozofia a ocupat un loc relativ modest: Sándor Tavaszy a analizat gândirea filozofului idealist danez Kierkegaard, apoi s-a ocupat de relația dintre existența umană și realitate, în timp ce Béla Varga a tratat problema individualității în articolul Az individualitás kérdése (ETF 46.). Articolele despre științele naturale sunt chiar mai rare: Ernő Balogh a scris despre depozitele de cuarț din bazinul Transilvaniei, iar Erasmus Julius Nyárády despre terenurile mlăștinoase din zona Clujului.
În ceea ce privește studiile juridice pot fi menționate studiile lui Artúr Balogh referitoare la istoria autoguvernării secuiești și la Societatea Națiunilor, precum și articolele lui Imre Mikó referitoare la conflictele de interese cu privire la folosirea limbii de stat. Studiile privind istoria și etnografia locală sunt mai numeroase: Attila T. Szabó a cercetat regiunea etnografică someșană și a publicat articole despre istoria localităților Aiud, Zalău, Nireș, Dej și Băbiu, în timp ce Endre Makkai și Ödön Nagy au prezentat tradițiile folclorice de iarnă în articolul Adatok téli néphagyományaink ismeretéhez (ETF 103.), iar Ödön Balogh a publicat note etnografice cu privire la populația maghiară din zona Ciugheș. Au fost publicate și materiale arheologice: István Ferenczi a cercetat zona nord-vestică a limesului dacicus, iar István Méri a scris un studiu referitor la cimitirele medievale intitulat Középkori temetőink féltárásmódjáról (ETF 175.). Originea secuilor a fost studiată de János Karácsonyi și Miklós Asztalos, iar istoria și etnografia ceangăilor moldoveni de Árpád Bitay, Bálint Csűry, László Mikecs și Endre Veress.
Un loc important în cadrul revistei l-au avut articolele care prezentau monumentele istorice și de artă din Transilvania. József Sebestyén a prezentat blazoanele din Biserica Neagră din Brașov și Cetatea Brassovia, József Bíró a scris despre Palatul Bánffy din Cluj și despre Castelul Bánffy de la Bonțida, Jolán Balogh a publicat articolul Márton és György kolozsvári szobrászok (ETF 71.) despre meșterii clujeni care au realizat Statuia Sfântului Gheorghe din Praga, iar Edit Grandpierre a scris istoria Bisericii Sf. Mihail din Cluj. János Herepei și Attila T. Szabó au prezentat în articolul Levéltári adatok faépítészetünk történetéhez (ETF 107.) bisericile de lemn și clopotnițele construite în Transilvania, iar Attila T. Szabó a scris în partea a II-a a aceluiași număr despre confecționarea porților secuiești și a vaselor de artizanat. Géza Entz a prezentat o istorie artistică a Bisericii Reformate.
Au fost publicate, de asemenea, biografii ale unor personalități științifice ale Transilvaniei: Endre Veress a scris monografii istorice ale contelui József Kemény și al principelui Ștefan Báthory, regele Poloniei, Lajos Kántor a scris despre Otíliá Wass, binefăcătoarea Asociației Muzeul Ardelean, Lajos György a publicat studiile Dr. Bitay Árpád életrajzi adatai és tudományos munkássága (ETF 100.) și Dr. Rajka László élete és tudományos munkássága (ETF 110.), istoricul muzicii István Lakatos a scris studiul A muzsikus-Ruzitskák Erdélyben (ETF 111.), Géza Nagy a descris personalitatea lui István Geleji Katona, iar Vencel Bíró a prezentat un studiu cu multe surse bibliografice despre contele Ignațiu Batthyány, întemeietorul Bibliotecii Batthyaneum din Alba Iulia.
Studiile A falumunka és az erdélyi falumunka-mozgalom (ETF 78.) al lui József Venczel și A transylvan magyar társadalomkutatás (ETF 97.) al lui Attila T. Szabó marchează începutul sociologiei rurale maghiare, fiind inspirate din studiile monografice ale lui Dimitrie Gusti. Materialele literare au stat la baza studiilor Brassai küzdelmei a magyartalanságok ellen (ETF 10.) al lui Kelemen Gál și A Döbrentei-pályázat és a Bánk bán (ETF 32.) al lui Farkas Gyalui. Două studii de pionierat în istoria presei din Transilvania sunt Az Erdélyi Híradó története (ETF 43.) al lui László Hofbauer și Az erdélyi magyar vidéki hírlapirodalom története a kiegyezésig (ETF 109.) al lui György Kristóf.
Un subiect important în seria ETF a fost literatura maghiară din România. Lajos György a publicat în 1925 bibliografia literaturii maghiare din Transilvania între anii 1919 și 1924 în Erdélyi Tudományos Füzetek, care a fost continuată până în 1933 de Miklós Ferenczi, apoi din 1934 doar de Antal Valentiny și în cele din urmă în anii 1940-1942 de aiudeanul Zsigmond Vita care s-a limitat doar la sudul Transilvaniei.
Unul dintre autorii celebri publicați a fost istoricul român Vasile Pârvan (A dákok Trójában, ETF 2.); relațiile româno-maghiare au fost tratate în studiul Párhuzam az Erdélyi Múzeum-Egyesület és az Astra megalakulásában és korai működésében (ETF 116.) al lui Lajos Kántor.